# Johan Fredrik Höckert
Johan "Janne" Fredrik Höckert, född 26 augusti 1826 i Jönköping, död 16 september 1866 i Göteborg, var en svensk målare, känd för sina genre- och historiemålningar. Han var professor vid Konstakademien från 1864 till sin död.

## Biografi
Höckert studerade vid Konstakademien i Stockholm 1844–1845 samt för Johan Ringdahl och Johan Christoffer Boklund. Han reste till München 1846, där han stannade tre år. Efter hemkonsten gjorde han en resa till Lappland. Han studerade sedan i Paris 1851–1857, och i Belgien, Nederländerna, England, Spanien, Tunis och Italien. Hans målning Gudstjänst i Lövmocks fjällkapell väckte stor uppmärksamhet på världsutställningen 1855 och förskaffade Höckert guldmedalj, och inköptes senare av franska staten. Målningen intar en viktig plats i svensk konsthistoria genom sitt koloristiska anslag och ljusdunkelbehandling, som visar en direkt påverkan av Rembrandt. Efter hemkomsten till Sverige övergick Höckert till en ljusare färgskala, som förebådade det moderna friluftsmåleriet. Han blev 1857 vice professor och 1864 ordinarie professor vid Konstakademien. Under sina senare år var Höckert främst sysselsatt med Slottsbranden 1697. Målningen blev slutligen nästan färdigställd, så att den kunde ställas ut på Stockholmsutställningen 1866. Den kom dock att möta mycket kritik, och inköptes först 1883 av Nationalmuseum, i vars samlingar fler verk av honom återfinns.Höckert är även representerad på Göteborgs konstmuseum och Norrköpings konstmuseum.
Höckertsvägen i Södra Ängby, Stockholm är uppkallad efter Johan Fredrik Höckert.

## Målningar[7]
- Drottning Kristina bortskickar rådet (1840-tal)
- Två banditer som dela rovet (1840-tal)
- Drottning Kristina och Monaldeschi (1851, Göteborgs konstmuseum)
- Gudstjänst i Lövmokks fjällkapell (1854 konstmuseet i Lille)
- Det inre av en fiskarstuga i Lappland (1857, Nationalmuseum)
- Brudfärd på Hornavan (1858, Nationalmuseum)
- Gustav Vasa och Tomt Margit (1859, Utmelandsmonumentet)
- Rättvikskulla vid spisen (1860, Göteborgs konstmuseum)
- Slottsbranden i Stockholm den 7 maj 1697 (1866, Nationalmuseum)

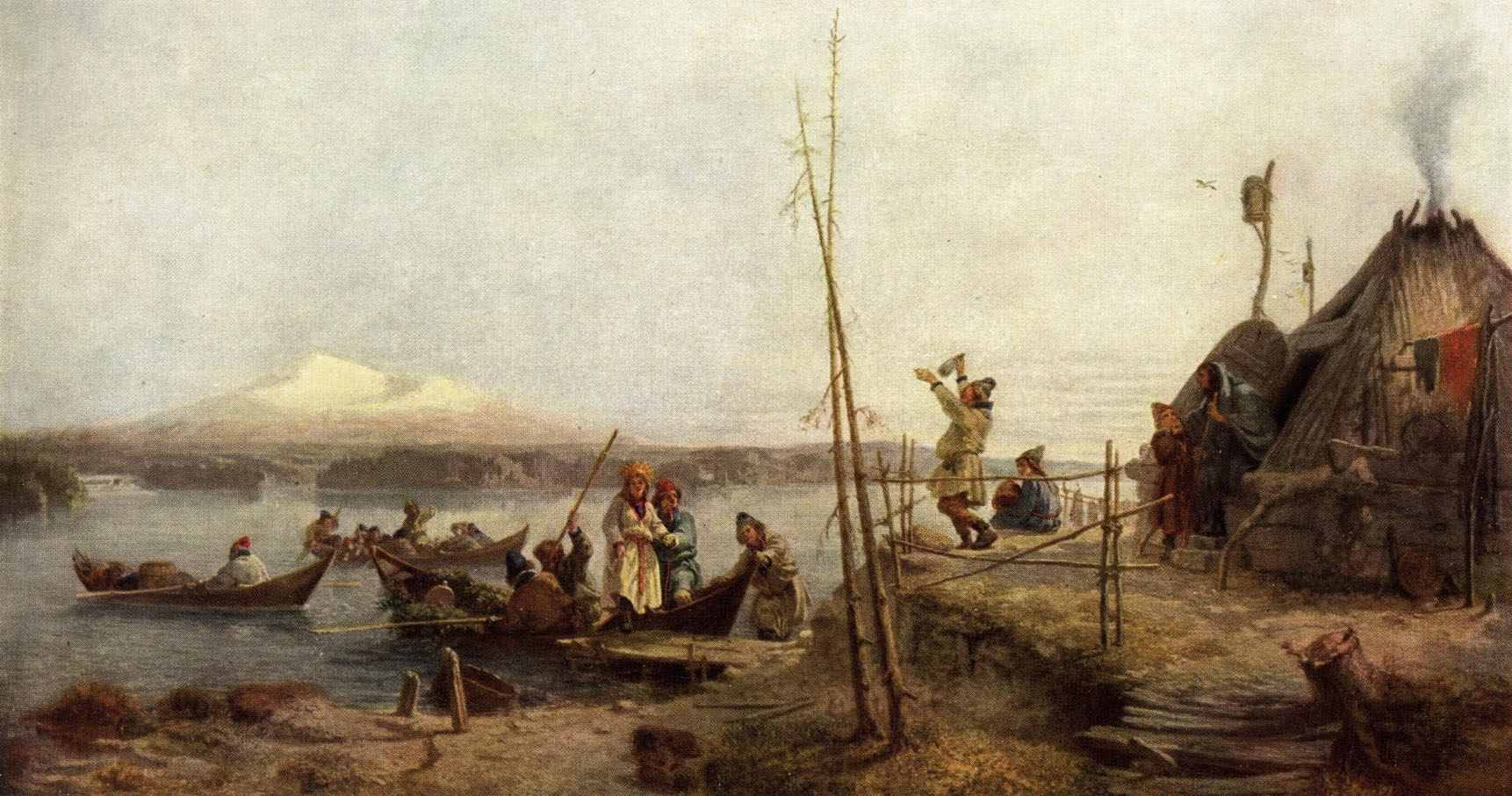
Brudfärd på Hornavan (1858).
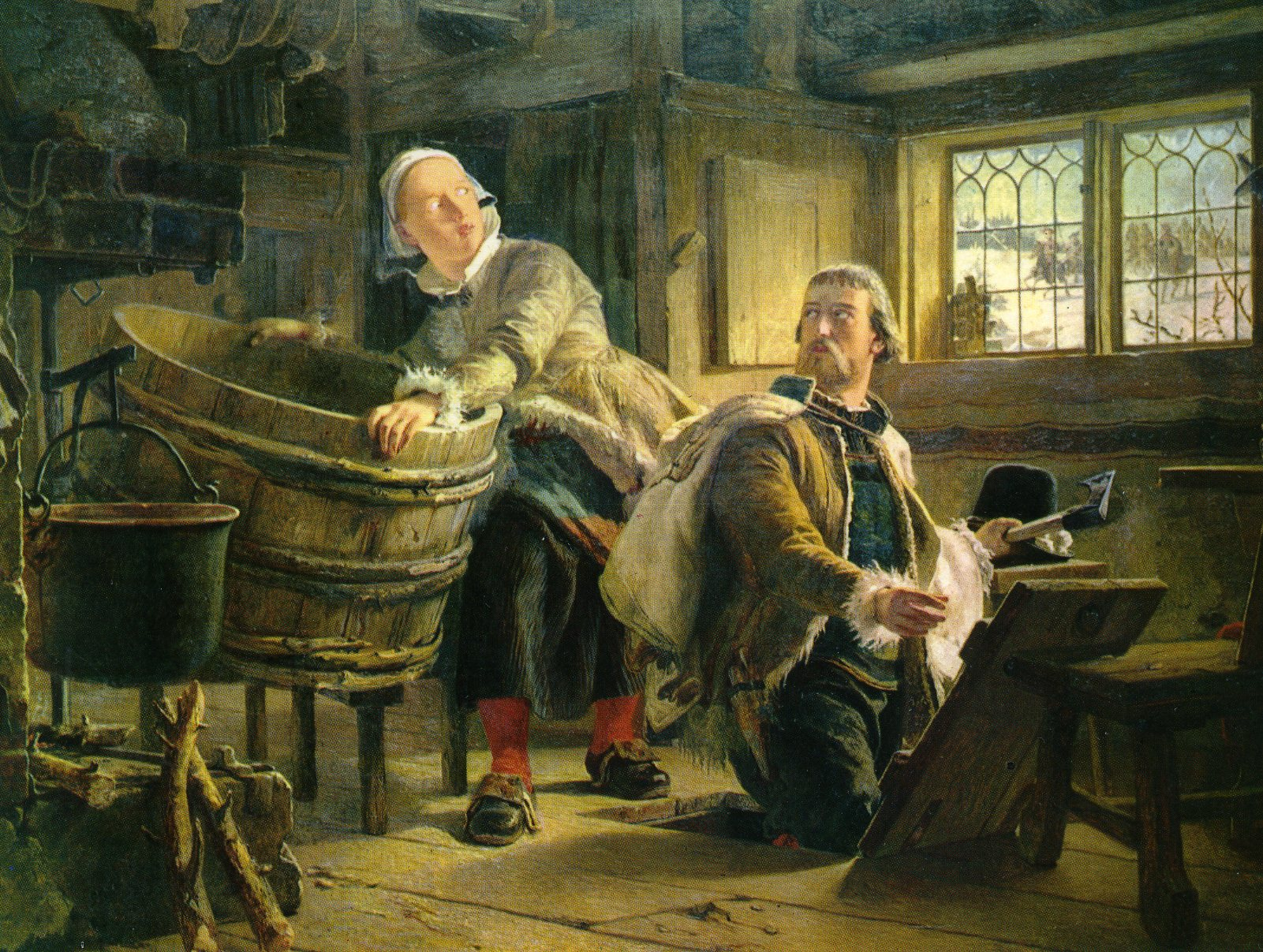
Gustav Vasa och Tomt Margit (1860).
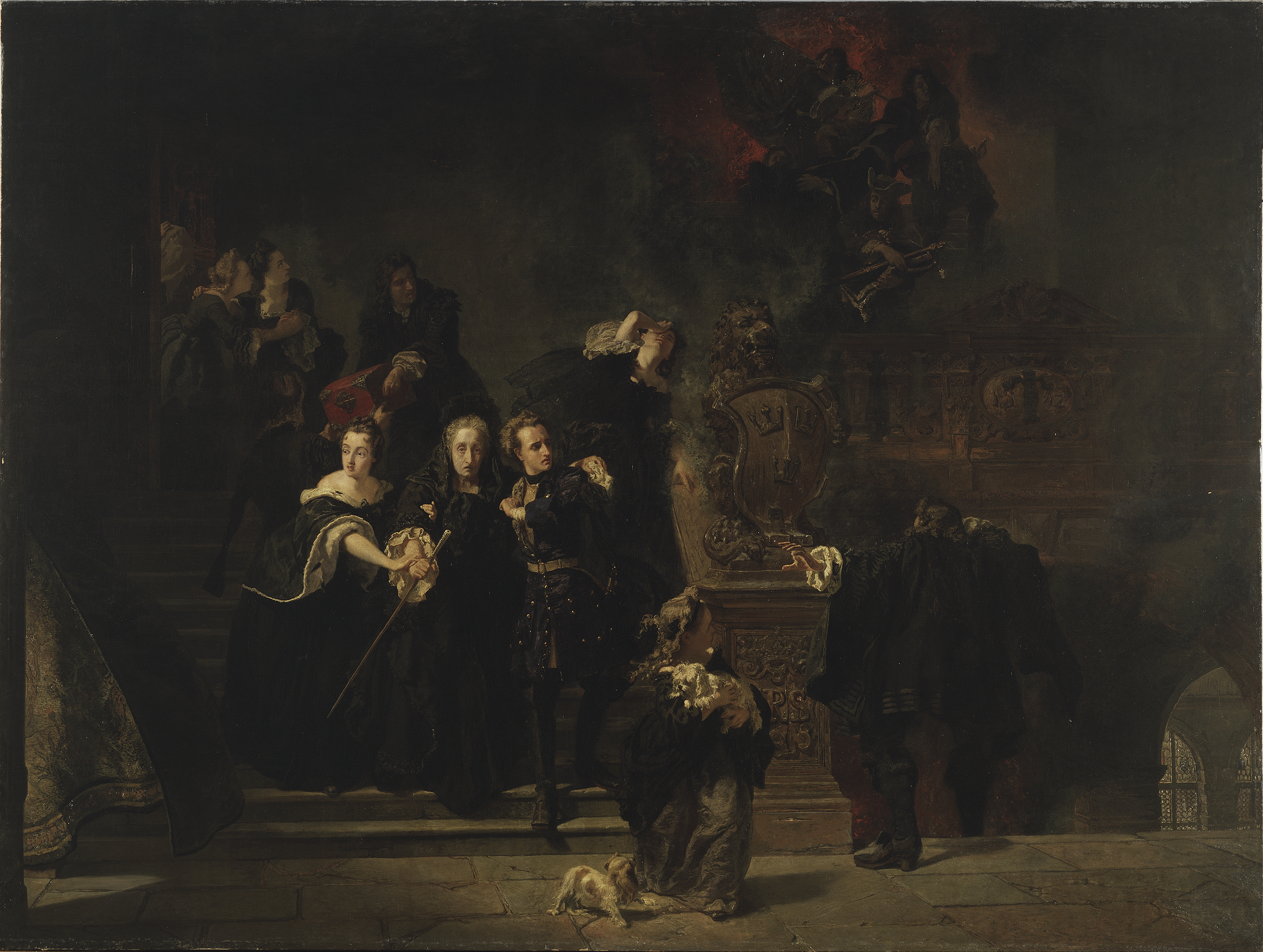
Slottsbranden i Stockholm den 7 maj 1697 (1866).
Rättvikskulla vid spisen (1860)